# Süderlügumer Binnendünen
Die Süderlügumer Binnendünen (dänisch Sønder Løgum Klit) sind ein Naturschutzgebiet in der schleswig-holsteinischen Gemeinde Süderlügum im Kreis Nordfriesland.

## Lage
Das Naturschutzgebiet liegt östlich von Süderlügum innerhalb des 809 Hektar großen, gleichnamigen FFH-Gebietes. Es stellt eine weitgehend unbewaldete Binnendünenlandschaft unter Schutz, die zu den größten Binnendünenheiden Schleswig-Holsteins zählt.
Durch das Naturschutzgebiet verlaufen mehrere Wanderwege.

## Entstehung
Wann die bislang undatierten Dünen entstanden bzw. umgeformt worden sind, ist unklar, ebenso, ob sie stellenweise bereits am Ende der Weichsel-Kaltzeit entstanden sind. Ein Einfluss früherer Übernutzung durch Heidewirtschaft ist im Vergleich mit anderen detailliert untersuchten Binnendünenfeldern in der Umgebung denkbar.

## Flora und Fauna
Das Schutzgebiet ist Lebensraum für zahlreiche Tiere und Pflanzen, die auf offene Landschaften angewiesen sind. Der Erhalt des Landschaftsbilds ist daher nur durch regelmäßige pflegerische Eingriffe (Beweidung, Entbuschung) möglich. Die Heiden werden in erster Linie von Besenheide und Krähenbeere gebildet. In kleinflächig in Dünentälern auftretenden Feuchtheiden ist auch Glockenheide zu finden. Das Gebiet ist Lebensraum zahlreicher Insekten wie Bienen, Wespen und Schmetterlinge. Außerdem kommen u. a. Feldlerche, Schwarzkehlchen und Neuntöter sowie Kreuzotter, Ringelnatter, Blindschleiche, Zaun- und Waldeidechse und Knoblauchkröte vor. Als Nahrungsgäste sind auch Kranich, Fisch- und Seeadler anzutreffen.
Das Gebiet ist einer der wenigen Standorte, wo Uralameisen und Moor-Kerbameisen zu finden sind.

## Landschaftspflege
Teile des Gebietes, das von den Schleswig-Holsteinischen Landesforsten betreut wird, wird zur Pflege zeitweise mit Schafen und Ziegen beweidet, um Gräser zurückzudrängen.

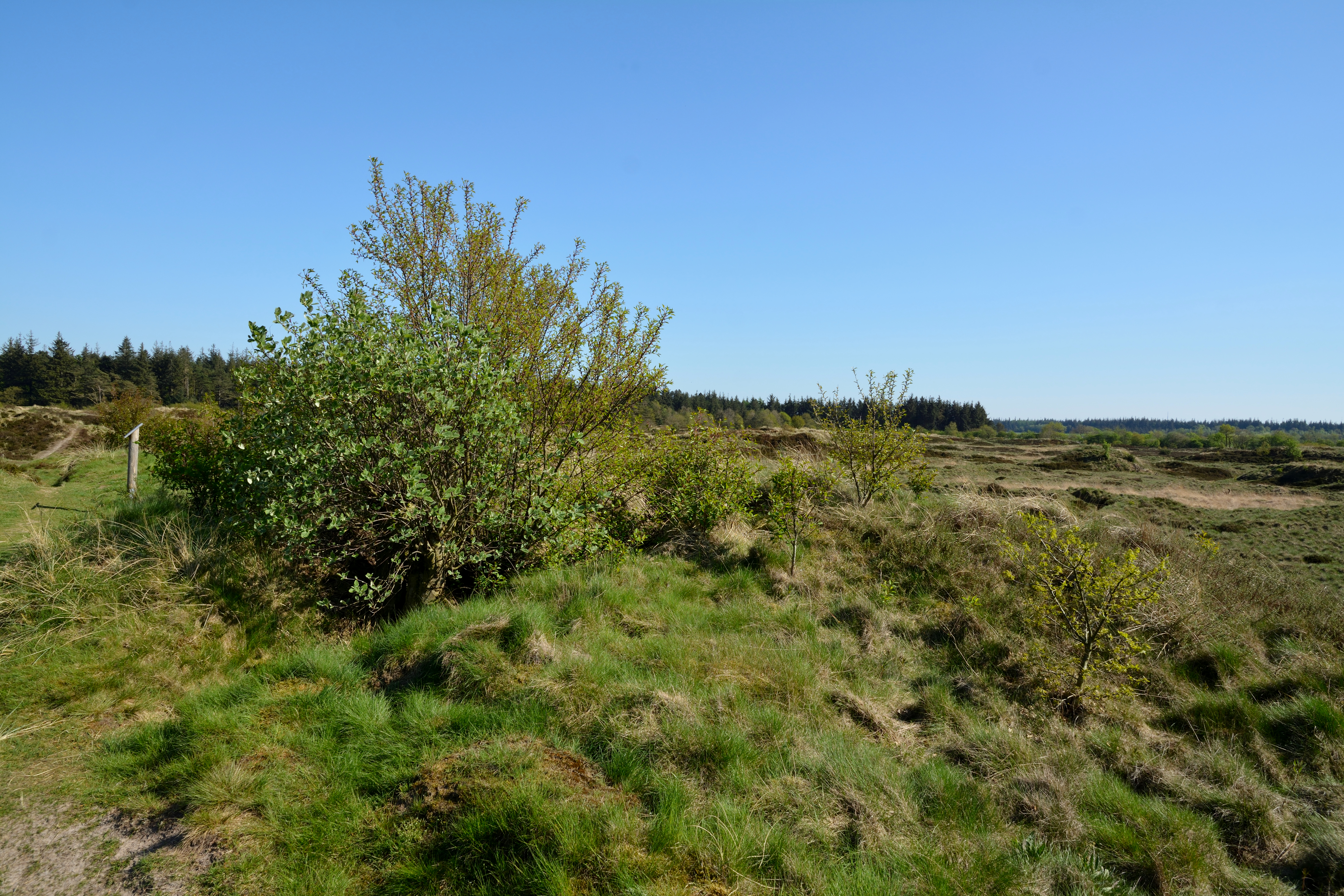
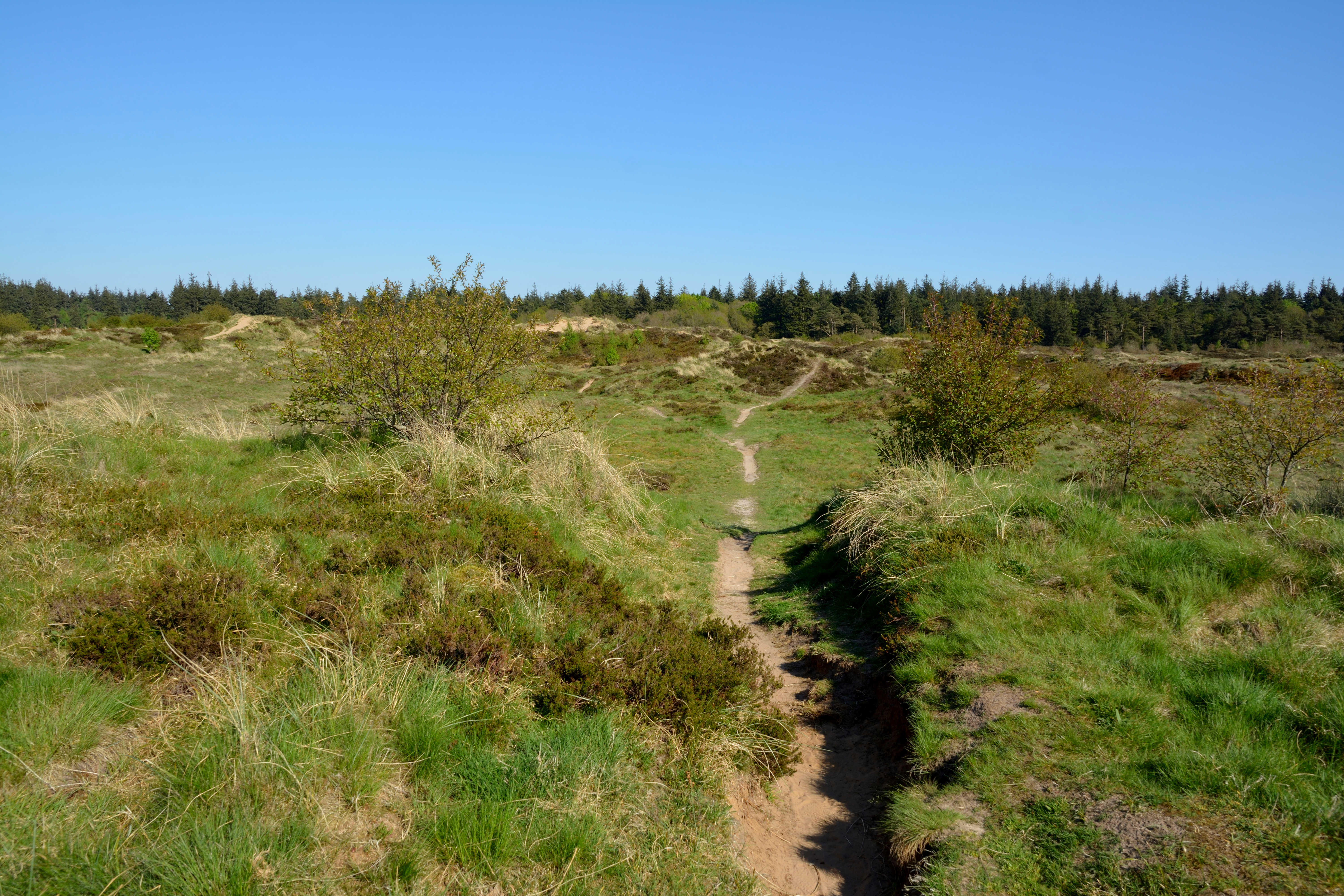
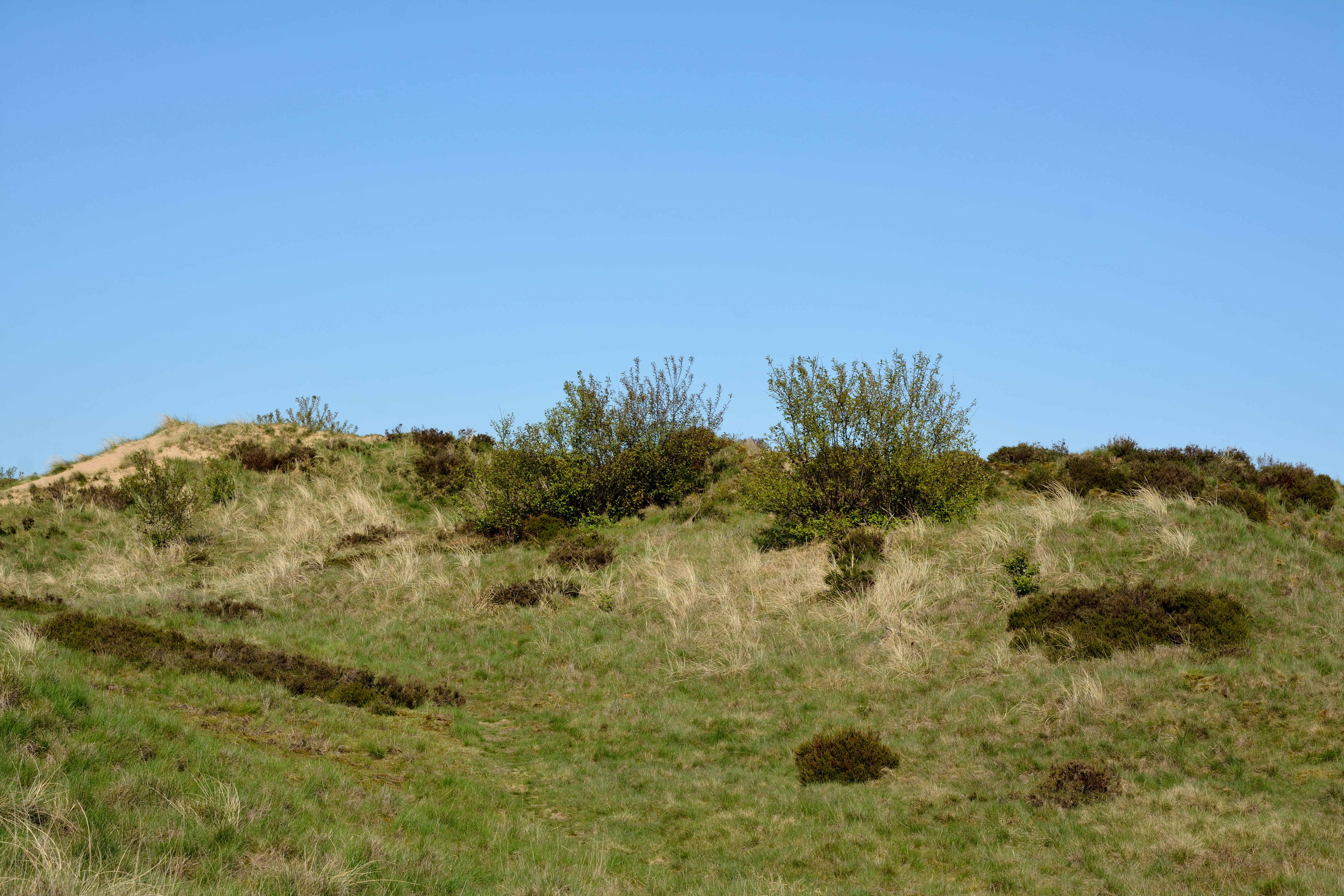
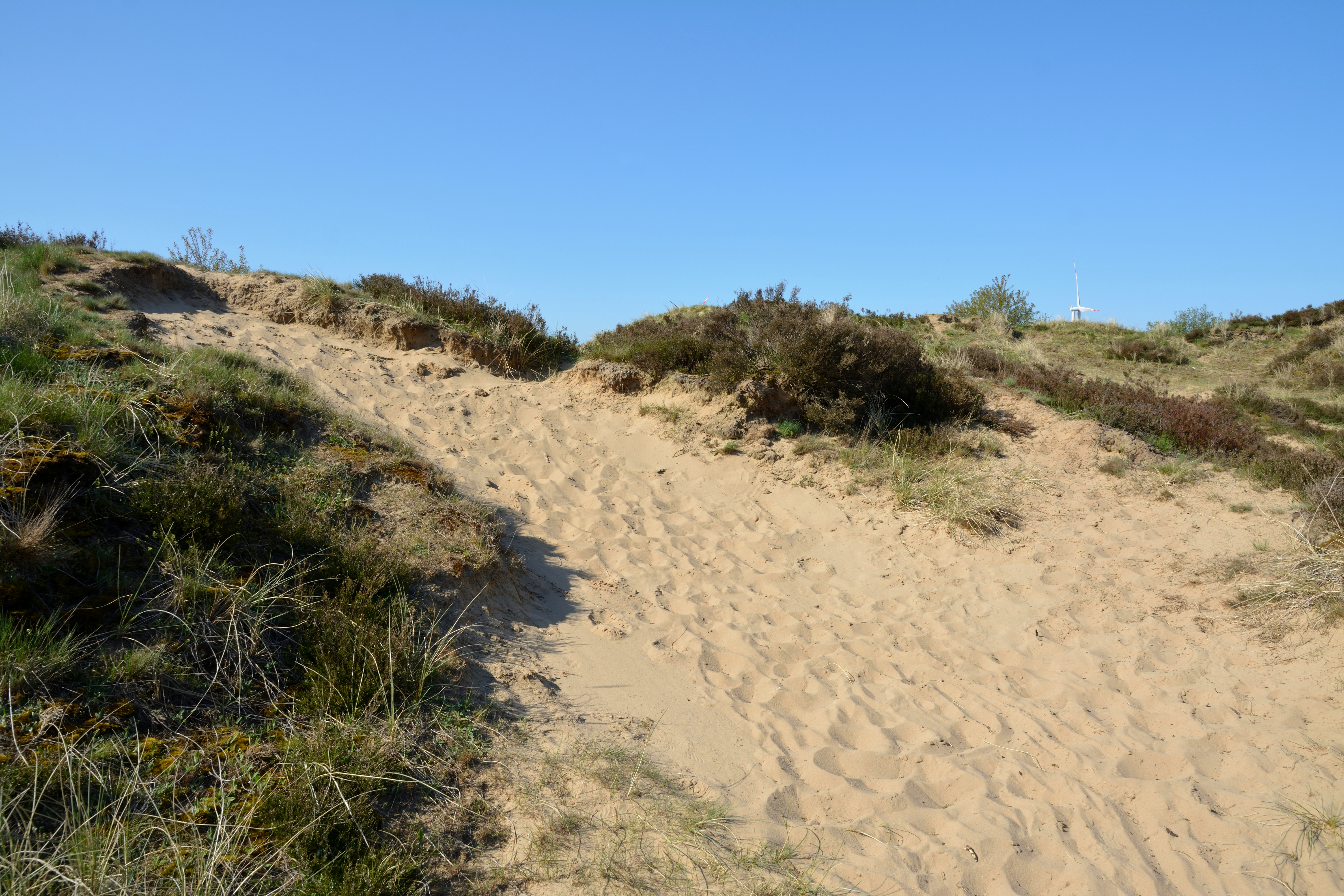